# Відомості Демнянські
Відомості Демнянські (пол. Wiadomośći Demniańskie) — польськомовна газета, що виходила в Сколе з 1928 по 1939 роки. Видавцями газети були брати барони Грьодлі (Гределі). Перший номер газети вийшов 28 січня 1928 року. Під назвою «Відомості Демнянські» газета видавался до 1935 року. Всього ж видання проіснувало, під різними назвами як то «Відомості з Гроедльова», а потім «Двохтижневик братів баронів Гроедеель» до 1939. Газета висвітлювала різні історичні, наукові та проблемні питання життя і розвитку тогочасної Демні-Сколе. В газеті багато писалося про історію лісогосподарської справи на Сколівщині.
Газета описувала туристичний розквіт Сколівщини, створення бальнеологічних, лещатарських курортів, побудову санних трас, створення футбольних команд, проведення величних мисливських турнірів, ярмарок.